# Кандауров, Николай Степанович
Николай Степанович Кандауров (19 декабря 1926, с. Огородниково, Бавлинский район, ТАССР — 27 декабря 2018) — тренер по легкой атлетике, директор СДЮСШОР (Первоуральск, ДСО «Металлург», КФК Новотрубного завода — Лесной, СДЮСШОР «Факел»). Отличник физической культуры и спорта (1999). Судья республиканской категории. Почётный гражданин города Лесного (2002).

## Биография
В 1935 году семья Николая Степановича переезжает в Красновишенск, где он поступает учиться в школу. В 1939 году отца забирают в Красную Армию, и в 1940 году он погибает на войне с белофиннами.
В 1942 году, после окончания средней школы поступает учиться в Чащинский химико-технологический техникум. В 1943 году призван в Красную Армию и направляется на обучение военное авиационное училище, которое находится в городе Челябинске. Училище окончил уже в 1944 году. Участник Великой Отечественной войны. До 1951 года служил в авиации дальнего действия на должности стрелка-радиста. В этом же году, демобилизовавшись из армии, и поступает в Свердловский техникум физической культуры.
В 1954 году после окончания техникума направляется по распределению инструктором физической культуры в коллектив физкультуры Первоуральского новотрубного завода. С 1956 года председатель ДСО «Металлург» Новотрубного завода. Во время учебы в техникуме и работая в Первоуральске активно занимался легкой атлетикой. Являлся неоднократным чемпионом и рекордсменом города Первоуральска. Успешно выступал на первенстве областного и центрального советов ДСО «Металлург».
Заочно окончил факультет физвоспитания Свердловского педагогического института. В 1960 годах был приглашен в Свердловск-45 (г. Лесной) тренером в детскую спортивную школу. Вскоре возглавил ее, став директором ДЮСШ «Факел» Свердловск-45 и привёл ее к званию Специализированная олимпийского резерва.
Спортивная школа под его руководством занимала призовые места в смотрах-конкурсах отраслевого профсоюза. 4 тренера спортивной школы получили звание «Заслуженный тренер РСФСР» — А. Ф. Кузнецов, Л. И. Митина, Б. А. Семенов, В. К. Попов.
Было подготовлено 45 мастеров спорта, появились первые призеры и участники Олимпийских игр: конькобежец Юрий Кондаков — серебряная медаль в Инсбруке — 1976 года; легкоатлет Андрей Прокофьев чемпион и пловчиха Наталья Струнникова бронзовый призер Олимпиады 1980 года в Москве.
Успешно выступали учащиеся ДЮСШ и в юношеском чемпионате СССР, в международных встречах: конькобежцы — Роман Шаров выиграл международные юношеские соревнования в Италии и Голландии, Олег Владимиров в Голландии стал призером; Игорь Бадамшин; Вадим Панков — чемпион СССР, МСМК в лыжных гонках.
В то же время в отделении плавания начинал свой спортивный путь будущий 4-кратный чемпион Олимпийских игр Александр Попов.
В течение многих лет руководил летним спортивно-оздоровительным лагерем, активно участвовал во всех городских спортивных мероприятиях, в благоустройстве, создании и ремонте спортивных сооружений школы и спортивного клуба.
Проявил себя и как тренер по легкой атлетике. Подготовленные им спортсмены успешно выступали на чемпионатах СССР, они стали мастерами спорта — А. Белоглазов, Н. Кузнецов, В. Белоскоков. Виктор Белоскоков стал чемпион СССР в эстафете 4×800 м — 1978 год.
Все годы активно участвовал в общественной жизни коллектива, неоднократно избирался секретарем партийной организации, председателем профкома, членом президиума спортивного клуба.
Николай Степанович долгое время продолжал работать инструктором-методистом СДЮСШОР «Факел», внося весомый вклад в развитие физкультуры и спорта в городе.
Умер 27 декабря 2018 года.

## Награды и звания
- Орден Отечественной войны II степени
- Юбилейные медали
- Имеет 13 правительственных наград
- Награждён медалями Центрального Совета ФиС отрасли промышленности
- Отличник физической культуры и спорта[4]
- Судья международной категории[5]
- Почётный член РФСО «Атом-спорт»
- В 1973 году занесён на доску Почета завода «Электрохимприбор»
- В 1975 году сфотографирован у развернутого знамени комбината за высокие производственные показатели
- Почётный гражданин города Лесного (2002)
- Грамоты и дипломы Спорткомитета СССР, РСФСР, Свердловской области, Облсовпрофа, ВЦСПС, ЦС Профсоюза, комбината «Электрохимприбор», городского комитета по физической культуры и спорта.